# Zapasy na Letnich Igrzyskach Olimpijskich 1976 – kategoria do 57 kg w stylu wolnym
Zmagania mężczyzn w wadze 57 kg to jedna z dziesięciu męskich konkurencji w zapasach w stylu wolnym rozgrywanych podczas Letnich Igrzysk Olimpijskich 1976. Pojedynki w tej kategorii wagowej odbyły się w dniach 27 – 31 lipca.

## Klasyfikacja[2]
| Pozycja | Nazwisko               | Kraj              |
| ------- | ---------------------- | ----------------- |
| 1       | Władimir Jumin         | ZSRR              |
| 2       | Hans-Dieter Brüchert   | NRD               |
| 3       | Masao Arai             | Japonia           |
| 4       | Micho Dukow            | Bułgaria          |
| 5       | Ramezan Cheder         | Iran              |
| 6       | Megdijn Chojlogdordż   | Mongolia          |
| 7       | Jeorjos Chadziioanidis | Grecja            |
| 8       | Zbigniew Żedzicki      | Polska            |
| 9       | Jorge Ramos            | Kuba              |
| 10      | Li Ho-pyong            | Korea Północna    |
| .       | Risto Darlev           | Jugosławia        |
| 12      | László Klinga          | Węgry             |
| 13      | Gigel Anghel           | Rumunia           |
| 14      | Jeong Yun-ok           | Korea Południowa  |
| .       | Moisés López           | Meksyk            |
| .       | Joe Corso              | Stany Zjednoczone |
| 17      | Mike Barry             | Kanada            |
| 18      | Gordon Smith           | Australia         |
| .       | Amrik Singh Gill       | Wielka Brytania   |
| .       | Barry Oldridge         | Nowa Zelandia     |
| .       | Allah Ditta            | Pakistan          |

## Zasady
Przyjęto zasadę punktów karnych, gdzie zdobycie sześciu punktów lub więcej eliminowało zawodnika z turnieju. Kolejność miejsc medalowych ustalona została w specjalnej rundzie finałowej, z udziałem trzech zawodników z najmniejszą liczbą takich punktów.
- TF — Łopatki
- DQ — Dyskwalifikacja za pasywność
- TPP — Punkty karne razem
- MPP — Punkty karne pojedynku

## Punktacja
- 0 — Wygrana na łopatki, przewagę techinczną, pasywność, kontuzję
- 0.5 — Wygrana na punkty  (8-11 punktów różnicy)
- 1 — Wygrana na punkty  (1-7 punktów różnicy)
- 2 — Dyskwalifikacja za pasywność, zwycięzca również był pasywny
- 3 — Przegrana na punkty (1-7 punktów różnicy)
- 3.5 — Przegrana na punkty (8-11 punktów różnicy)
- 4 — Przegrana na łopatki, przewagę techiczną, pasywność, kontuzję

## Wyniki[3]

### Pierwsza Runda
| TPP | MPP |                      | Wynik\|Czas |                        | MPP | TPP |
| --- | --- | -------------------- | ----------- | ---------------------- | --- | --- |
| 0   | 0   | Joe Corso            | 20 - 8      | Allah Ditta            | 4   | 4   |
| 1   | 1   | Masao Arai           | 13 - 9      | Micho Dukow            | 3   | 3   |
| 4   | 4   | Gordon Smith         | TF / 4:10   | Gigel Anghel           | 0   | 0   |
| 0   | 0   | Ramezan Cheder       | 23 - 5      | Mike Barry             | 4   | 4   |
| 3   | 3   | Jeong Yun-ok         | 26 - 28     | Jeorjos Chadziioanidis | 1   | 1   |
| 4   | 4   | Barry Oldridge       | 0 - 24      | Risto Darlev           | 0   | 0   |
| 0   | 0   | Moisés López         | TF / 5:01   | Amrik Singh Gill       | 4   | 4   |
| 3   | 3   | Jorge Ramos          | 6 - 13      | László Klinga          | 1   | 1   |
| 0   | 0   | Hans-Dieter Brüchert | 38 - 7      | Megdijn Chojlogdordż   | 4   | 4   |
| 0   | 0   | Władimir Jumin       | 20 - 5      | Li Ho-pyong            | 4   | 4   |
| 0   |     | Zbigniew Żedzicki    |             | Bez walki              |     |     |

### Druga runda
| TPP | MPP |                        | Wynik\|Czas |                      | MPP | TPP |
| --- | --- | ---------------------- | ----------- | -------------------- | --- | --- |
| 0   | 0   | Zbigniew Żedzicki      | TF / 1:02   | Joe Corso            | 4   | 4   |
| 8   | 4   | Allah Ditta            | TF / 1:56   | Masao Arai           | 0   | 1   |
| 3   | 0   | Micho Dukow            | TF / 1:33   | Gordon Smith         | 4   | 8   |
| 3   | 3   | Gigel Anghel           | 15 - 18     | Ramezan Cheder       | 1   | 1   |
| 7   | 3   | Mike Barry             | 9 - 11      | Jeong Yun-ok         | 1   | 4   |
| 1   | 0   | Jeorjos Chadziioanidis | TF / 2:29   | Barry Oldridge       | 4   | 8   |
| 0   | 0   | Risto Darlev           | TF / 1:01   | Moisés López         | 4   | 4   |
| 8   | 4   | Amrik Singh Gill       | 6 - 19      | Jorge Ramos          | 0   | 3   |
| 5   | 4   | László Klinga          | TF / 5:22   | Hans-Dieter Brüchert | 0   | 0   |
| 4   | 0   | Megdijn Chojlogdordż   | TF / 4:49   | Władimir Jumin       | 4   | 4   |
| 0   |     | Li Ho-pyong            |             | Bez walki            |     |     |

### Trzecia runda
| TPP | MPP |                        | Wynik\|Czas |                      | MPP | TPP |
| --- | --- | ---------------------- | ----------- | -------------------- | --- | --- |
| 5   | 1   | Li Ho-pyong            | 13 - 10     | Zbigniew Żedzicki    | 3   | 3   |
| 8   | 4   | Joe Corso              | TF / 8:54   | Masao Arai           | 0   | 1   |
| 3   | 0   | Micho Dukow            | 32 - 1      | Gigel Anghel         | 4   | 7   |
| 1   | 0   | Ramezan Cheder         | 24 - 9      | Jeong Yun-ok         | 4   | 8   |
| 1   | 0   | Jeorjos Chadziioanidis | TF / 6:47   | Risto Darlev         | 4   | 4   |
| 8   | 4   | Moisés López           | DQ / 7:17   | Jorge Ramos          | 0   | 3   |
| 9   | 4   | László Klinga          | TF / 2:41   | Megdijn Chojlogdordż | 0   | 4   |
| 3   | 3   | Hans-Dieter Brüchert   | 5 - 10      | Władimir Jumin       | 1   | 5   |

### Czwarta runda
| TPP | MPP |                   | Wynik\|Czas |                        | MPP | TPP |
| --- | --- | ----------------- | ----------- | ---------------------- | --- | --- |
| 8.5 | 3.5 | Li Ho-pyong       | 7 - 18      | Masao Arai             | 0.5 | 1.5 |
| 6   | 3   | Zbigniew Żedzicki | 7 - 14      | Micho Dukow            | 1   | 4   |
| 1   | 0   | Ramezan Cheder    | 26 - 8      | Jeorjos Chadziioanidis | 4   | 5   |
| 8   | 4   | Risto Darlev      | TF / 7:35   | Hans-Dieter Brüchert   | 0   | 3   |
| 7   | 4   | Jorge Ramos       | TF / 4:15   | Megdijn Chojlogdordż   | 0   | 4   |
| 5   |     | Władimir Jumin    |             | Bez walki              |     |     |

### Piąta runda
| TPP | MPP |                        | Wynik\|Czas |                      | MPP | TPP |
| --- | --- | ---------------------- | ----------- | -------------------- | --- | --- |
| 6   | 1   | Władimir Jumin         | 11 - 5      | Masao Arai           | 3   | 4.5 |
| 5   | 1   | Micho Dukow            | 12 - 8      | Ramezan Cheder       | 3   | 4   |
| 8.5 | 3.5 | Jeorjos Chadziioanidis | 11 - 22     | Hans-Dieter Brüchert | 0.5 | 3.5 |
| 4   |     | Megdijn Chojlogdordż   |             | Bez walki            |     |     |

### Szósta Runda
| TPP | MPP |                      | Wynik\|Czas |                      | MPP | TPP |
| --- | --- | -------------------- | ----------- | -------------------- | --- | --- |
| 8   | 4   | Megdijn Chojlogdordż | 3 - 22      | Masao Arai           | 0   | 4.5 |
| 7   | 1   | Władimir Jumin       | 9 - 4       | Micho Dukow          | 3   | 8   |
| 8   | 4   | Ramezan Cheder       | TF / 8:42   | Hans-Dieter Brüchert | 0   | 3.5 |

### Runda finałowa
Zaliczone pojedynki z wcześniejszych rund
| TPP | MPP |                      | Wynik\|Czas |                      | MPP | TPP |
| --- | --- | -------------------- | ----------- | -------------------- | --- | --- |
|     | 3   | Hans-Dieter Brüchert | 5 - 10      | Władimir Jumin       | 1   |     |
| 2   | 1   | Władimir Jumin       | 11 - 5      | Masao Arai           | 3   |     |
| 6   | 3   | Masao Arai           | 7 - 10      | Hans-Dieter Brüchert | 1   | 4   |